# Іван Свирговський
Івáн (Григорій) Свиргóвський (Свірговський, Сверчовський, Свірчовський;) (пол. Jan Swiergowski, англ. John Swiergowski нім. Johann Swierczewski) р.н. невід. — п. бл. 1575) — козацький низовий гетьман, генеральний обозний у першій половині 1570 років.

## Життєпис
За Олександром Рігельманом: рос. "Во время ж польского короля Генриха, после Венжика Хмельницкого, был гетманом козацким из шляхтичев Сверговский, который в 1574 году с господарем волоским Ивониею, по приглашению его, с 1400 Козаков, по четырнадцати счастливых над турками победах, от турков же, окруживших их при Волошах в Молдавии, убит со всем войском своим«.
Історія Русів: На місце Вишневецького, що вибув з посади Гетьманської, висланий од Корони в краї зарубіжні, року 1574-го обрано на Гетьмана Обозного Генерального Григорія Свірговського.[джерело?]
За час свого гетьманства Іван Сверговський вийшов переможцем в 14 битвах з татарсько-османським військом.[джерело?]

## Військові походи та перемоги гетьмана Сверговського

### Помста за гетьмана Дмитра Вишневецького
1568 Козаки вирішили відімстити османам та молдаванам за зраду і смерть Дмитра Вишневецького. Запорожці разом зі Сверговським пішли походом під Очаків, де повністю розбили татарську орду, загнали їх до моря, забрали багато коней та інші трофеї.[джерело?]

### Участь в молдавсько-османській війні
У березні 1574 Іван прибув у Молдову на чолі козацького загону (бл. 1200–1400 чол.) на прохання молдовського господаря Івана III Води Лютого для боротьби проти Османської імперії.
Після обрання Івана Сверговського гетьманом, до нього прибули посли від мол. господаря Івана, з проханням допомоги в війні проти османів. Господар Івоня вирішив розпочати війну з Селімом за незалежність Молдавії. Він звернувся по допомогу тогочасного короля Ге́нріх III Валуа́. Його прохання полягало в тому, щоб він оголосив у Львові, Кам'янці й інших містах, що хто хоче допомогти в війні проти османів йшли би за велику винагороду до його війська, бо для нього не гроші були важливі, а незалежність краю. Генріх відмовив йому, сказавши, що з Османською імперією він уклав мир і не дозволить своїм підданим брати участь у війні. Івоня, діставши відмову, послав відразу послів просити про допомогу козаків, які на той час перебували біля Дністра. Івоня запропонував платню козакам, яку вони самі назначать. Івоня двічі посилав послів, а потім запросив їх особисто до свого табору для розмови. Козаки, не зважаючи на заборону Генрика, вирішили допомогти Івоні у війні проти Селіма.
20 березня Гетьман Сверговський прибув до табору Івоні зі старшиною: полковниками (Соколовським (100), Козловом (200), Берзан (200), Стефан Стуженський (200), Янич (100), 200 брацлавських козаків (Браслаєвський). Як тільки козаки опинились під табором, Івоня з супроводом виїхав їм на зустріч. На честь козаків був влаштований бенкет, у кінці якого Івоня на срібних тарелях наказав винести козакам золото. Козаки частково зі скромності та з подиву відмовилися від таких багатих дарів, але Івоня та його старшина настояли прийняти платню. Івоня виголосив промову та подяку козацькому лицарству. На що Свірчовський йому відповів, що не золото його привело козаків сюди бо воно для козаків на останньому місці, а запал козацький допомогти християнській державі в боротьбі проти невірних. Для козаків буде достатньою нагородою, якщо вони виженуть ворога з християнських володінь.

## Битва під Жиліштею
24 квітня 1574 молдовсько-козацьке військо у бою під Мокшанами (тепер Румунія) завдало поразки об'єднаним османсько-волоським силам (бл. 100 тис. чол., за іншими даними — 60 тис. чол.).
Коли до Селіма ІІ дійшла звістка, що Івоня не виплатить йому данину, він наказав послати 30 000 підлеглих йому закарпатських волохів та 2000 венгрів. Закарпатський воєвода Петрило зібрав всього 200 000 жовнірського війська. Івоня наказавши спіймати язика, дізнався, що вороже військо змучене переходом лягло спочивати та розпустили своїх коней, та що війська більше ніж 100 000. Свирговський отримавши від Івоні військо наказав без жодного зайвого шуму підійти під ворожий табір. Він оточив і взяв в полон 40 жовнірів які стояли на варті. Жовніри доповіли, що всього війська 103 000 і на даний час вони не сподіваються нападу. Свірчовський відразу послав гінців до Івоні. Івоня з своїм військом ударив на ворога з 3 сторін, а з 4 Свірчовський. Ворожі війська були без коней та без зброї і всі полягли на полі бою, утекти вдалося тільки Петрилу та його брату, вони втекли до Браїловського замку.

### Взяття Семигорода
На початку травня війська Івана Свирговського та Івана III Воде Лютого зайняли Семигород, а згодом здобули добре укріплену фортецю Браїлів.[джерело?]
Звідти військо рушило до Семигорода.Взявши Семигород військо рушило до нижнього Дунаю, до Браїлова. Івоня послав листа до османського коменданта з вимогою видати йому Петрила та брата, отримавши відмову, він наказав проломати мури та атакувати місто. Івоня отримав звістку, що 15 000 османське військо іде до Браїлова.[джерело?]

## Битва підБраїловом
Далі Гетьман взяв також під своє командування 6000 молдаван пішов під Браїлов, де стояв османський табір. Він наказавши погасити вогні, побудувавши військо вночі підійшов до османського табору, на світанку здійснив атаку на табір і розбивши повністю забрав великі військові трофеї.
Далі він взяв в облогу замок Браїлов, але він витримав 4 денну облогу. Османи послали на підмогу розбитим військам 16 000 військо. Гетьман Сверговський з 9000 молдавським військом перейшов їм дорогу і розбив повністю, положивши на місці бою 7000 османів.
Петрило і Олександр мусили втікати з Браїлова.
В 1574 під Браїловом поклав в битві 7 тисяч османів з 16 тисячами і пішов на Білгород. Звідти повернувся до Молдавії поділив військо і одну частину послав на Бухарест, а з іншою пішов на Галац.

## Битва підТягині
Згодом козаки Свирговського за підтримки молдовських загонів захопили османську фортецю Тягині (Бендери), тримали в облозі фортецю Тейну (Тейницю) і завдали значних руйнувань Білгороду.
Військо яке врятувалось, втікло до Тейни, де стояло табором татарсько-османське військо. Свірчовський послав до Івоні звістку про перемогу та просив його залишити облогу Браїловського замку та поспішити йому на допомогу. Коли військо з'єдналось вони без особливих зусиль взяли Тейну. Козацька кіннота в перших рядах війська з щитами, кулями та стрілами ламали стрій османського війська. З правого крила муром заступили лучники, а з лівого копійники зі списами. Тимчасом Івоня вислав 600 козаків на взяття Білгороду, місто було наполовину спалене.

## Битва під Білгородом
Івоня дав війську 8 денний відпочинок. І тоді отримав звістку, що від Білгороду йде османське військо. Козаки попросили Івоню, щоб вони самі розправились з османським військом. Івоня дав Свірчовському 4000 свого війська. Свірчовський подякував Івоні за його довіру та утворив з волохів окремий загін, а своє козацьке військо поділив на 3 загони.
Свірчовський не даючи часу ворогові вишикувати військо, напав на нього з козаками, османське військо збилося в купу і бій тривав годину. Тоді Свірчовський дав наказ з трьох сторін наступати на кінноту ворога волоському війську. Османське військо почало втікати, яких своїми стрілами наздоганяли піхота. В бою загинули 3 козаки і 100 волохів. Османський командир та 200 османів було взято в полон.[джерело?]
Гетьман Сверговський поділив своїх козаків на три частини. 400 козаків діяли на фронті з круглими щитами та легкими канонами вони завдавали шкоди османській кінноті і їх завданням було розбити їхні ряди. Сверговський сам командував правою фалангою 400 козаків, вони зустріли османську кінноту, що пішла в розсип градом стріл і в той же час ліва фаланга (400) зустріла кінноту піками та списами. В той же час війська господаря Івоні вдарили на османські стройові фаланги.
Після цього удару Султан Селім II почав боятися за свою імперію та за свою столицю Константинополь.
Звідти Свірчовський пішов походом на Білгород. Спалив там передмістя. На козаків османи послали частину гарнізону, яку козаки повністю вирізали.
I звідти Гетьман Сверговський повернувся до Молдавії 1574 р. Тут він поділив військо на дві частини. Одну частину війська під командуванням полковника Сави Ганжі послав під Бухарест. Іншу частину козацького війська під своїм командуванням повів через Ясси під Галац. І також вислав гінця до Кошового Феська Покотила на Запоріжжя, щоб той вислав свою піхоту і перегородив османам шлях до Дунаю і Дністра. Тому, що він передбачав, що як тільки османи почують, що війська їх розбиті вишлють підкріплення. Запорожці на чайках чатували на бусурманів біля устя Дністра і Дунаю, перехоплювали провіант та нищили військо послане на допомогу. Крім того вони понищили османські фортеці на узбережжі.
Гетьман Свирговський і полковник Ганджа в той час вільно пересувався з своїм військом по Молдавії і коли зустрічали османські війська щоразу виходили з битви переможцями.

## Битва під Кагулом (1574)
9-14.6.1574 у боях біля Кагульського озера козацько-молдовські частини, через зраду хотинського баркалаба (коменданта) Ієремії Чарнавіча, були розбиті османсько-татарськими військами (200 тис. чол.).
Івоня давши Чарневичу 30 000 війська, наказав взяти фортецю Облачин та пильнувати переправу на Дунаї, можливо османи надумають повернутися, а сам розпустив, змучене військовими діями військо, по домівках.
Султан Селім II стягнув всі свої сили i 120 гармат. Івоня послав Ієремію Черневича з 12 000 до Дунаю контролювати османське військо, а сам з військом відійшов вглиб країни відпочити і поповнити військові запаси. Іеремія підкуплений османами за 30 000 цехинів та зваблений обіцянками Петрила, не повідомив про перехід 200 000 османського війська через Дунай. Коли військо переправилось він послав Івоні доклад про преправлення тільки 30 000 війська. Свирговський попередив Івоню про не правильні показання та можливу зраду Ієремії, але Івоня мав до Ієремії довіру і вирішив 32 000 військом іти на зустріч османським військам. Особливо Свирговський наголосив на кількості османського війська, так як він зробив сам висновок про кількість війська.

### Взяття Свірчовським османської варти
9 червня Івоня прибув з військом та став табором в 3 милях від ворожого табору. Свірчовський який на просьбу Івоні прибув з козаками просив Івоню, що він стягнув війська в одне місце та попросив дати йому війська, щоб напасти на османську варту та взяти язика, щоб дізнатись про точну кількість війська. Івоня дав йому Веремяша з 6000 кінноти. Свірчовський напав на османську 6000 передову варту, розбив їх та взяв язика, який не дав їм правдивих даних, але Свирговський знав, що військо мусить бути в великій кількості, якщо така велика кількість варти була виставлена, він швидко послав гінця до Івоні, щоб він зробив приготування і щоб перевірив Чарновича. На що Івоня відповів: Не потрібно боятися, я знаю кому можу довіряти.

### Хід битви
Івоня поділив своє військо на 30 частин. І перед кожною поставив великі гармати. Івоня виїхавши на пагорб побачив, що османське військо перебільшує його сподівання, зрозумів, що Чарневич зрадив його, наказав Чарневичу з'явитися до нього. Чарневич відповів, що не прийде бо готовий до бою. Він мав в своєму розпорядженні 13 000 вибірної кінноти. Чарневич пішов в бій, при зустрічі з ворогом наказав, знищити корогви, зняти шоломи і піддатись. Османи прикриваючись волохами пішли в наступ. Козаки взявши свою звичайну тактику, напали на османів з двох сторін. Османи почали втікати і намагались обійти та оточити військо, але Свірчовський криком наказав війську триматися разом та відходити до табору. Османи знову здійснили атаку, але військо відійшло до табору під прикриття гармат.
При зустрічі з османським військом 12 000 всієї кінноти з Чарневичом перейшли на сторону османів, підло зрадивши Господара. З помсти Івоня наказав 80 гармат направити на цю кінноту, деякі в паніці почали повертати назад і тоді османи відкрили по них також вогонь, і знищили всю кінноту з двох сторін вогнем.
Османи здійснили 2 атаки які були відбиті гарматним вогнем зі сторони Івоні. Але потом пішов дощ і використовувати гармати було не можливо.
Османи построїли 12 000 війська і пішли на волохів, яким вже нічим було прикриватись. Крім того з криком напали татари з свіжими військами. Волоське військо змушене було утікати. Османсько-татарське військо пішло в погоню за ними і вирізувало всіх. Після цього бою залишилось 250 козаків. Козаки зійшовши з коней разом з піхотою потягнули великі гармати. Івоня став табором в селі та зробив окопи, але помилкою його було те, що там не було води. Османське військо всіма силами взяло табір Івоні в облогу.
Османи розпочали 3-й штурм, в результаті якого Івоня з 20 000 військом і 250 козаками змушений був відступати, вони змушені були залишити гармати, при цьому зарядивши їх і коли османи наблизились до них і хотіли використати, то вони взірвались. Івоня, розклавши табір в безводному місці змушений був здатись османам, вони не дотримавшись укладеного договору піддали його смерті.

### Остання битва під Рокшанами
14 червня 1574. Після 3 днів облоги османи послали пропозицію здатися добровільно, Івоня довго вагався, але після поради з козаками та з військом таки уклав умови з османами, в якій кожний з пашів присягнув честю сім разів: дати волю війську перейти через Дунай. Коли Івоня беззбройний виголосив останню промову до свого війська, османський паша Капіюш зрадливо не дотримуючись укладеної угоди вдарив його мечем в лице та в живіт і тоді дав на розправу яничарам, які йому напівживому стяли голову та наказали прив'язати до двох верблюдів і розірвати.
Далі османи не дотримуючись угоди кинули свої війська на неготових до бою волохів та почали їх нищити як худобу, козаки з Свірчовським бачачи таке віроломство, кинулись до укріпленого табору, але османи запобігли їм і зайняли табір. Козаки зрозумівши, що виходу нема, построїлись та кинулись на османське військо, в цій останній битві полягли з 250 всі, крім 16, які були взяті в полон. Цей останній бій покрив Свірчовського та його козаків славою та блиском.
Козаки мали кращу участь, вони мужньо захищались завдаючи втрат ворогові, їх залишилось тільки 16 поранених та безсилих, при цьому писав Фредро, що своєю славою вони здобули в османів повагу цілій польській нації. Всі були взяті в полон: Козловський, Задорський, Янич, Залеський, Копитський, Рожковський, Соколовський, Либизовський, Чижовський, Садзінський і Гетьман Свірчовський. Гетьман використав своє перебування в Стамбульській в'язниці щоб запам'ятати всі важливі місця і пізніше використав свої знання для морських походів на Стамбул. Всі вони були викуплені з полону з часом, як тільки зібрали для цього гроші.
Селім II (син Роксолани), замордувавши так ганебно Івоню, зайняв всю Молдавію. Захопивши Волощину та Молдавію османи почали ставити фортеці та мали намір іти далі — на Покуття, а після Покуття і на Річ Посполиту.[джерело?]

### Напад татар наВолинь
Османи скориставшись безкоролів'ям в Речі Посполитій та розгромленням Гетьмана за наказом Селіма, роблять грабіжницький напад на Волинь.Запорожці довідались про похід османів і повідомили Костянтина Острозького про те, що османи збирають сили і ідуть на Волинь. Острозький зібрав скільки міг козаків з Черкас,Київа, Канева разом з Запорожцями пішов навпроти ворога до устя Дніпра.
Олександр Ригельман рос. Крымцы стояли уже над Днепром; подползши к ним сквозь тростники и кустарники, козаки привели их в величайшее замешательство; но потом, увидев как малочисленно войско козацкое, они прогнали его, вторгнулись в Волынию и увели оттуда 55,340 пленников, способных к работе, 150,000 лошадей, 200,000 овец и 500,000 скота рогатого.
Богдан Ружинський зібрав козаків розсипаних після взяття Сверговського в полон, вони вибрали його Гетьманом і почав з ними походи на Крим, Малу Азію та Стамбул.[джерело?]

## Битва підСороками
28.04.1575 Гетьман дає бій під містом Сороки на Дністрі, навпроти Цехіновки. Козаки з Гетьманом Сверговським повністю розбили османське військо, взяли в полон головного командувача — Кара Мустафу Пашу та ін. знатних людей та відправили їх до Речі Посполитої.

## Місце поховання Гетьмана Івана Сверговського
За смерть гетьмана козаки османам відімстили, київський воєвода з Черкас та Канева послав козаків човнами Дніпром на Орду і козаки повбивавши багато татар, багатьох взяли в полон, щасливо з військовими трофеями повернулись. Гетьманом їх був Богданко (Богдан Ружинський)
Народна дума 16 ст. подає, що гетьман Іван Сверговський похований під містом Кілією. Дума є в літературі перекладена німецькою та англійською мовою.
Наступником Гетьмана Івана Сверговського був Гетьман (Князь) Богдан Ружинський

## Дума про гетьмана Сверговського
Як того пана Івана,
Що Свеговського гетьмана,
Бісурмани піймали;
То голову єму рубали.
Ой голову єму рубали,
Та на бунчук вішали,
Та в сурми вигравали,
З єго глумували.
А із низу хмара стягала,
І воронів ключа набігала,
По Україні тумани клала;
А Україна сумувала,
Ой Україна сумувала,
Свого гетьмана оплакала.
Тоді буйні вітри повівали
„Деж ви нашого гетьмана с подівали?“
Тоді кречети налітали:
„Деж ви нашого гетьмана жалковали?“
Тоді орли загомоніли:
„Деж ви нашого гетьмана схоронили?“
Тоді жайворонки повелися:
„Деж ви з нашим гетьманом прощалися?“
В глибокої могилі,
Біля города, біля Кілії,
На турецькі лінії.